# Sureq Galigo
Sureq Galigo ou La Galigo é um épico, um Mito da Criação dos Bugis das Celebes do Sul escrito entre os séculos XIII e XV em língua buginesa. Tornou-se muito conhecido  para maiores audiências pela adaptação teatral  La Galigo por Robert Wilson (encenador).
O poema foi compost em  Pentâmetro iâmbico e relata a história das origens da humanidade, mas também serve como um almanaque prárico diário. Evoluiu via tradição oral e ainda é cantado em ocasiões importantes para os Bugis. As mais antigas versões presevadas são do século XVIII, sendo que as mais antigas se perderam por destruição, problemas climáticos e insetos. Em consequência, não há uma versão complete, embora sejam cerca de 6 mil páginas com um total de 300 mil linhas de texto, o que faz do Sureq Galigo uma das maiores obras da literatura mundial. O original escrito em buginês, forma como é também cantado, é entendido hoje por menos de uma centena de pessoas,  desse modo, somente partes foram traduzidas para a língua indonésia, havendo uma versão incompleta em inglês.